# Saint-Barnabé (Côtes-d'Armor)
Pour les articles homonymes, voir Saint-Barnabé.
Saint-Barnabé [sɛ̃baʁnabe] est une commune du département des Côtes-d'Armor, dans la région Bretagne, en France. La commune du Centre-Bretagne est connue notamment pour son église, qui est la seule de son secteur étant maintenue par des piliers latéraux. Elle est également connue pour le dicton comportant son nom et celui des communes de Saint-Médard.

## Géographie

### Localisation
Saint-Barnabé est une commune limitrophe du département du Morbihan. La commune est située en pays gallo mais la frontière avec la Bretagne bretonnante est toute proche (une dizaine de kilomètres à l'ouest) et près de la moitié des écarts portent un nom d'origine bretonne : Coëtmeur (le Grand Bois), Kerbert, Kerditio, Ker Launay, Kermasson (village du dénommé Masson), Kerménan, Le Quillio (le Bocage), Magouët.
| Loudéac        |                 | La Prénessaye |
| Saint-Maudan   | Saint-Barnabé   | Plémet        |
| Rohan Morbihan | Bréhan Morbihan | La Chèze      |

### Paysage et relief
La commune appartient à l'unité paysagère de la plaine de Loudéac que borde au nord les collines du Mené et les monts d'Uzel et qui se prolonge en direction du sud dans le Morbihan avec la plaine de Pontivy. Cette plaine est caractérisée par un relief faiblement vallonné, une orientation générale des pentes vers le sud, un bocage à l'état résiduel et un habitat dispersé. Le centre-bourg est à une altitude de 137 mètres au niveau de la mer. La commune culmine à 175 mètres d'altitude près du village de Magouët. Le point le plus bas (72 mètres), est situé à l'extrémité Est de la commune au niveau de la vallée du Lié. Outre le bourg qui constitue l'agglomération principale on compte de nombreux petits villages et hameaux.
| - Carte topographique de la commune de Saint-Barnabé. |

### Hydrographie
Pour un article plus général, voir Réseau hydrographique des Côtes-d'Armor.
La commune est située dans le bassin Loire-Bretagne. Elle est drainée par le Lié, le Larhon, le Frameux et l'Estuer,,.
Le Lié, d'une longueur de 61 km, prend sa source dans la commune de Plœuc-L'Hermitage et se jette  dans l'Oust à Forges de Lanouée, après avoir traversé 15 communes. 

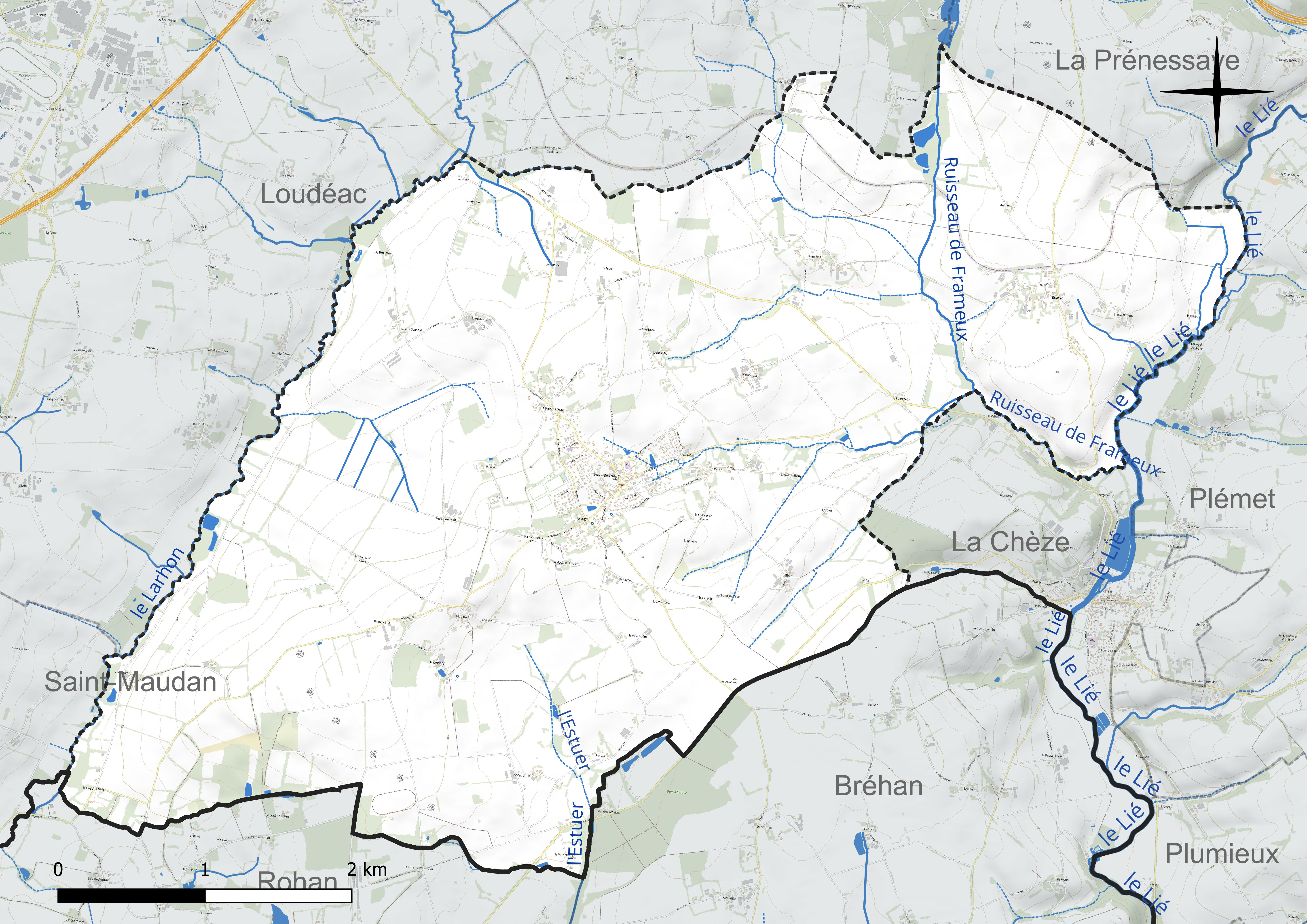
Réseau hydrographique de Saint-Barnabé.

Le Larhon, d'une longueur de 19 km, prend sa source dans la commune de La Motte et se jette  dans le canal de Nantes à Brest à Rohan, après avoir traversé cinq communes. 

### Climat
Pour des articles plus généraux, voir Climat de la Bretagne et Climat des Côtes-d'Armor.
En 2010, le climat de la commune est de type climat océanique franc, selon une étude du CNRS s'appuyant sur une série de données couvrant la période 1971-2000. En 2020, Météo-France publie une typologie des climats de la France métropolitaine dans laquelle la commune est exposée à un climat océanique et est dans la région climatique  Finistère nord, caractérisée par une pluviométrie élevée, des températures douces en hiver (6 °C), fraîches en été et des vents forts. Parallèlement l'observatoire de l'environnement en Bretagne publie en 2020 un zonage climatique de la région Bretagne, s'appuyant sur des données de Météo-France de 2009. La commune est, selon ce zonage, dans la zone « Intérieur Est », avec des hivers frais, des étés chauds et des pluies modérées).  
Pour la période 1971-2000, la température annuelle moyenne est de 11 °C, avec une amplitude thermique annuelle de 12,1 °C. Le cumul annuel moyen de précipitations est de 844 mm, avec 13,6 jours de précipitations en janvier et 6,5 jours en juillet. Pour la période 1991-2020, la température moyenne annuelle observée sur la station météorologique la plus proche, située sur la commune de Loudéac à 6 km à vol d'oiseau, est de 11,5 °C et le cumul annuel moyen de précipitations est de 922,6 mm,. Pour l'avenir, les paramètres climatiques de la commune estimés pour 2050 selon différents scénarios d'émission de gaz à effet de serre sont consultables sur un site dédié publié par Météo-France en novembre 2022.

## Urbanisme

### Typologie
Au 1er janvier 2024, Saint-Barnabé est catégorisée bourg rural, selon la nouvelle grille communale de densité à 7 niveaux définie par l'Insee en 2022.
Elle est située hors unité urbaine. Par ailleurs la commune fait partie de l'aire d'attraction de Loudéac, dont elle est une commune de la couronne,. Cette aire, qui regroupe 22 communes, est catégorisée dans les aires de moins de 50 000 habitants,.

### Occupation des sols
L'occupation des sols de la commune, telle qu'elle ressort de la base de données européenne d’occupation biophysique des sols Corine Land Cover (CLC), est marquée par l'importance des territoires agricoles (94,8 % en 2018), une proportion sensiblement équivalente à celle de 1990 (94,6 %). La répartition détaillée en 2018 est la suivante : 
terres arables (73,8 %), zones agricoles hétérogènes (11,5 %), prairies (9,4 %), zones urbanisées (5,2 %), forêts (0,1 %). L'évolution de l’occupation des sols de la commune et de ses infrastructures peut être observée sur les différentes représentations cartographiques du territoire : la carte de Cassini (XVIIIe siècle), la carte d'état-major (1820-1866) et les cartes ou photos aériennes de l'IGN pour la période actuelle (1950 à aujourd'hui).

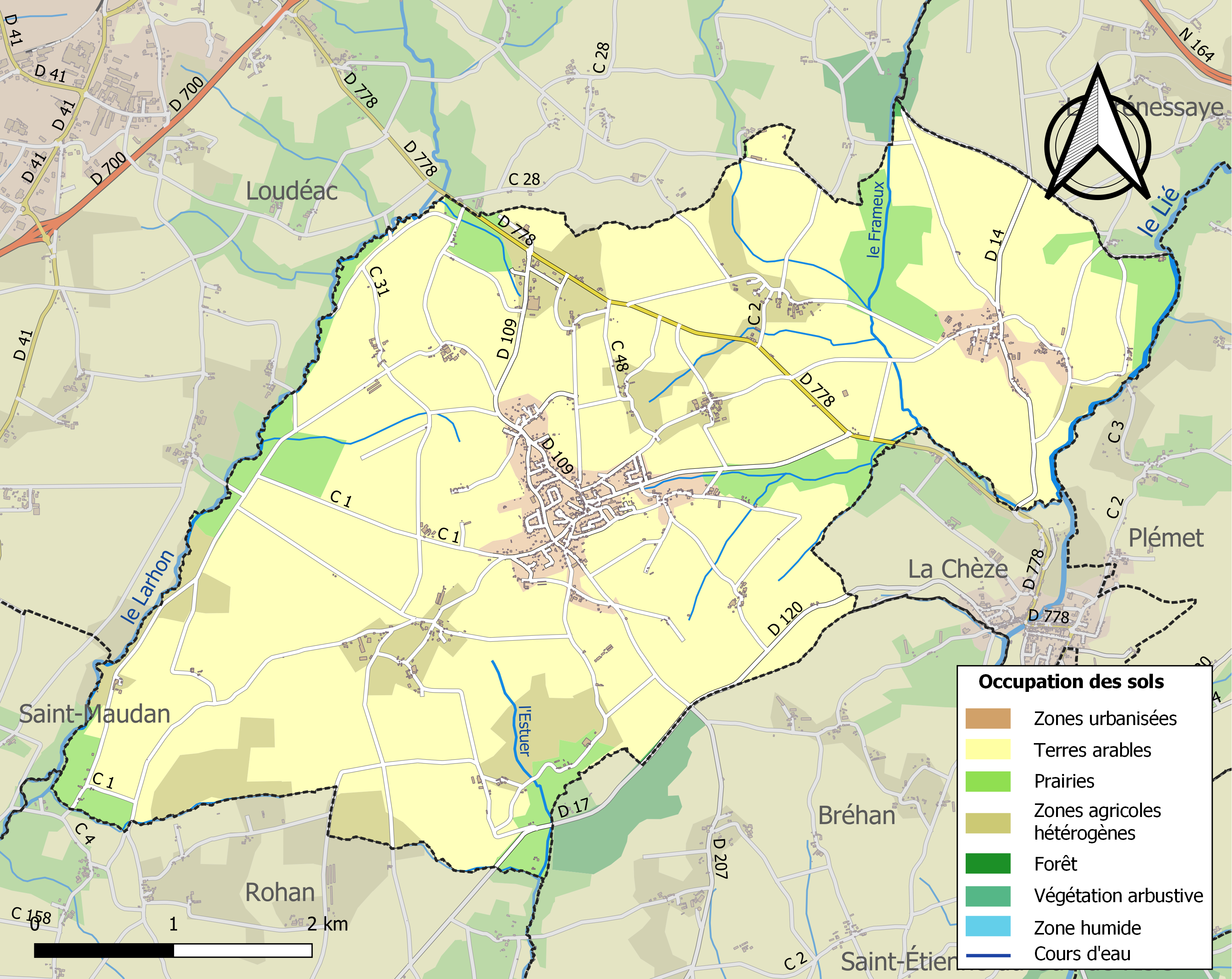
Carte des infrastructures et de l'occupation des sols de la commune en 2018 (CLC).

## Toponymie
Le nom de la localité est attesté sous la forme « Villa de Kermelennan in Locduriac » vers 1075, aujourd’hui le village de Kermenan en Saint-Barnabé.
Saint-Barnabé est formée des villages : Kermenan, Blanlin, Biolo, le Relay, Couëmeur, le Bourgdio, le Fossé, le Plessisgour, la Ville-Guimart, Langoyet, la Ville-Gouéno, Magouet, Estuer, Bocaudrin, etc..
Saint-Barnabé tire son nom de Saint-Barnabé.
Sant-Barnev en breton.

## Histoire

### LeXXesiècle

#### La Première Guerre mondiale
Trois prisonniers de guerre allemands, emprisonnés dans un camp à Saint-Barnabé, évadés, furent arrêtés par des gendarmes à Saint-Allouestre en mai 1915.
Le monument aux morts de Saint-Barnabé porte les noms de 58 soldats morts pour la Patrie pendant la Première Guerre mondiale.

#### La Seconde Guerre mondiale
Le monument aux morts de Saint-Barnabé porte les noms de 9 personnes mortes pour la France durant la Seconde Guerre mondiale.
Une plaque commémorative apposée sur le mur du cimetière honore la mémoire de Lionel Floch, né à Saint-Barnabé, réfractaire du STO, résistant du maquis de la Malfourée (en Le Cambout), fusillé par les Allemands le 6 juillet 1944.

## Politique et administration
| Période                                  | Période   | Identité         | Étiquette | Qualité                                                                          |
| ---------------------------------------- | --------- | ---------------- | --------- | -------------------------------------------------------------------------------- |
| Les données manquantes sont à compléter. |           |                  |           |                                                                                  |
|                                          |           | Mathurin Boscher |           |                                                                                  |
| Les données manquantes sont à compléter. |           |                  |           |                                                                                  |
| mars 1977                                | mars 2001 | Ange Cadoret     | SE-DVG    | Retraité, suppléant du député PS Didier Chouat (1981-1986), conseiller régional  |
| mars 2001                                | mars 2014 | Roger Gautier    | SE        | Retraité                                                                         |
| mars 2014                                | En cours  | Georges Le Franc | DVG       | Agriculteur Ancien Président de Loudéac Communauté − Bretagne Centre (2017-2020) |
| Les données manquantes sont à compléter. |           |                  |           |                                                                                  |

## Démographie
L'évolution du nombre d'habitants est connue à travers les recensements de la population effectués dans la commune depuis 1793. Pour les communes de moins de 10 000 habitants, une enquête de recensement portant sur toute la population est réalisée tous les cinq ans, les populations de référence des années intermédiaires étant quant à elles estimées par interpolation ou extrapolation. Pour la commune, le premier recensement exhaustif entrant dans le cadre du nouveau dispositif a été réalisé en 2008.

En 2022, la commune comptait 1 219 habitants, en évolution de −2,56 % par rapport à 2016 (Côtes-d'Armor : +1,78 %, France hors Mayotte : +2,11 %).
| 1793  | 1800  | 1806  | 1821  | 1831  | 1836  | 1841 | 1846 | 1851 |
| ----- | ----- | ----- | ----- | ----- | ----- | ---- | ---- | ---- |
| 1 133 | 1 065 | 1 118 | 1 076 | 1 047 | 1 054 | 981  | 973  | 972  |

| 1856 | 1861 | 1866 | 1872 | 1876  | 1881  | 1886  | 1891  | 1896  |
| ---- | ---- | ---- | ---- | ----- | ----- | ----- | ----- | ----- |
| 940  | 931  | 976  | 759  | 1 005 | 1 025 | 1 058 | 1 067 | 1 083 |

| 1901  | 1906  | 1911  | 1921  | 1926  | 1931 | 1936 | 1946 | 1954 |
| ----- | ----- | ----- | ----- | ----- | ---- | ---- | ---- | ---- |
| 1 073 | 1 052 | 1 092 | 1 027 | 1 002 | 975  | 925  | 964  | 931  |

| 1962 | 1968 | 1975 | 1982  | 1990  | 1999  | 2006  | 2008  | 2013  |
| ---- | ---- | ---- | ----- | ----- | ----- | ----- | ----- | ----- |
| 922  | 877  | 948  | 1 249 | 1 459 | 1 341 | 1 272 | 1 252 | 1 265 |

| 2018  | 2022  | - | - | - | - | - | - | - |
| ----- | ----- | - | - | - | - | - | - | - |
| 1 247 | 1 219 | - | - | - | - | - | - | - |

## Lieux et monuments
- Église de Saint-Barnabé.

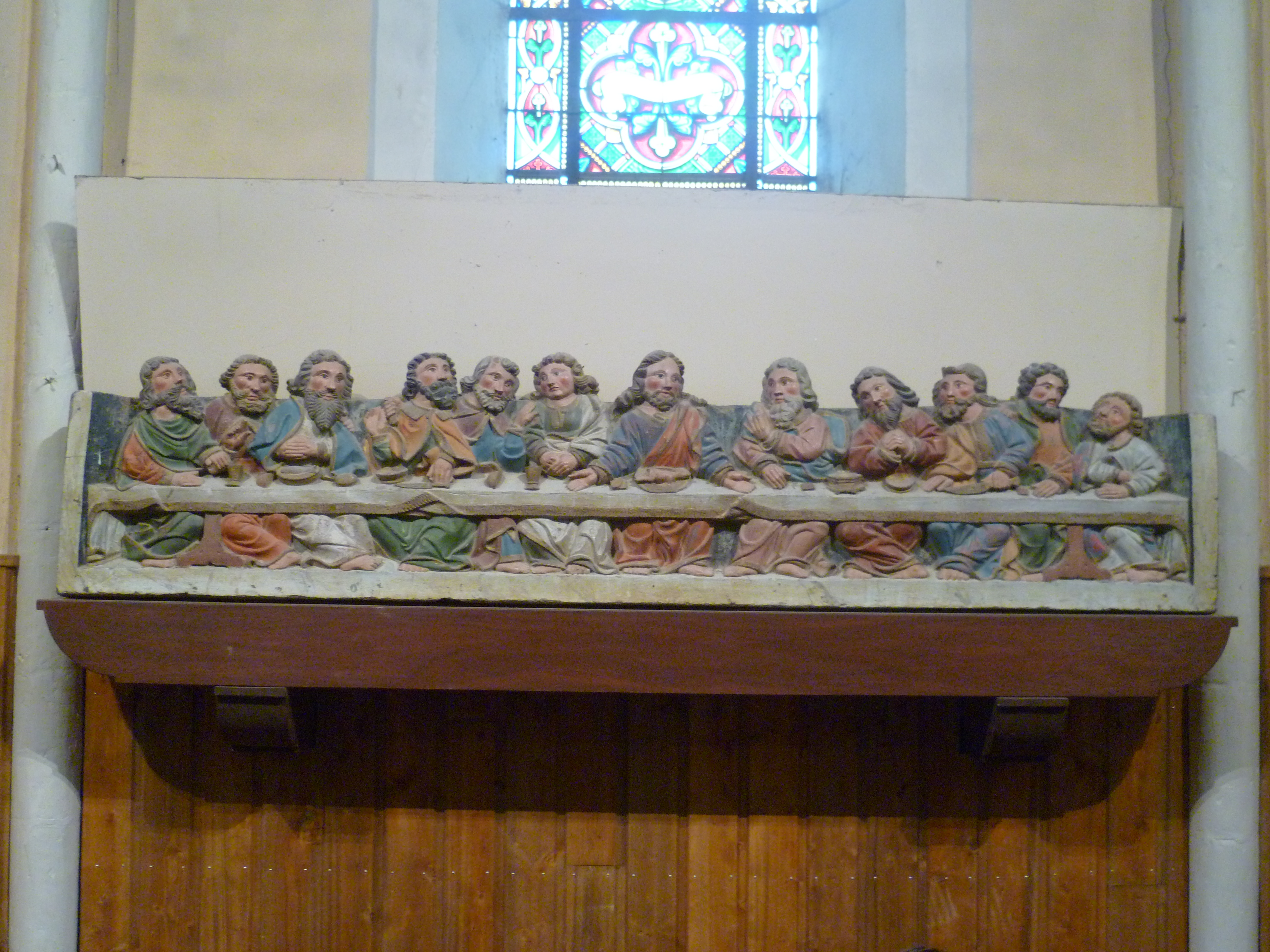
Église de Saint-Barnabé, la Cène.

- La Cène - église de Saint-Barnabé.
- Le lavoir des lavandières.
- Croix et statue de la Vierge Marie - rue des Lavandières
- Monument aux morts.

## Jumelages
Saint-Barnabé (Québec) (Canada)